# Mehmet Özal
Mehmet Özal (* 31. Oktober 1978 in Ankara) ist ein ehemaliger türkischer Ringer. Er wurde 2002 Weltmeister im griechisch-römischen Stil im Halbschwergewicht.

## Werdegang
Mehmet Özal begann im Jahre 1985 als Jugendlicher mit dem Ringen. Er konzentrierte sich auf den griechisch-römischen Stil. Als Mitglied des Sportclubs Büyüksehir Beldeyesi Istanbul wurde er von Salih Yilmaz und später auch von Mehmet Akif Pirim trainiert. Er studierte Sportwissenschaften und wurde von der türkischen Armee unterstützt.
Im Jahre 1998 machte er auf der internationalen Ringermatte erstmals auf sich aufmerksam, als er bei der Universitäten-Weltmeisterschaft in Ankara im Halbschwergewicht hinter Gennadi Tschaidse aus Georgien und Marek Sitnik aus Polen den 3. Platz belegte. Den gleichen Platz belegte er auch bei der Europameisterschaft 2000 in Moskau, wo sich nur Sjarhej Lischtwan aus Weißrussland und Gogi Koguaschwili aus Russland vor ihm platzierten. Bei den Olympischen Spielen 2000 kam er nicht zum Einsatz, weil er bei der türkischen Ausscheidung für diese Spiele an Hakki Basar scheiterte.
2001 startete er zunächst bei der Europameisterschaft in Istanbul und kam dort auf einen guten 5. Platz. Im Dezember 2001 war er auch bei der Weltmeisterschaft in Patras dabei und gewann dort nach Siegen über Sjarhej Lischtwan, Park Woo, Südkorea und Marek Sitnik, einer Niederlage gegen Ernesto Peña, Kuba und einem Sieg über Petru Sudureac, Rumänien, eine WM-Bronzemedaille. Bei der Europameisterschaft 2002 in Seinäjoki/Finnland kam er zu einem Sieg über Gennadi Tschaidse, unterlag aber gegen Marek Sitnik, womit er ausschied und nur auf den 14. Platz kam. Umso besser lief es für ihn dann bei der Weltmeisterschaft 2002 in Moskau. Er siegte dort im Halbschwergewicht über Ramas Nosadse, Georgien, Georgios Koutsioubas, Griechenland, Alexei Tscheglakow, Usbekistan, Ernesto Peña, Kuba und Karam Ibrahim aus Ägypten, den er in einem turbulenten Finalkampf mit 15:11 Punkten besiegte und damit Weltmeister wurde.
Im Jahre 2003 konnte Mehmet Özal an diese Erfolge nicht anknüpfen. Bei der Europameisterschaft in Belgrad verlor er seinen ersten Kampf gegen Mindaugas Ežerskis aus Litauen und konnte selbst mit einem folgenden Sieg über den starken Dawid Saldadse aus der Ukraine nur mehr den 9. Platz erreichen. Noch schlechter schnitt er bei der Weltmeisterschaft in Créteil ab. Er siegte dort zwar über Henri Papiaschwili aus Israel und Arman Geghamjan aus Georgien, verlor aber gegen Karam Ibrahim klar mit 0:8 Punkten. Diese hohe Niederlage bescherte ihm den 14. Platz.
2004 qualifizierte sich Mehmet Özal bei einem Turnier in Novi Sad mit einem 3. Platz hinter Ernesto Peña und Mindaugas Ežerskis für die Teilnahme an den Olympischen Spielen in Athen. Im April 2004 verlor er bei der Europameisterschaft in Haparanda in seinem ersten Kampf gegen Marek Švec aus Tschechien, siegte aber dann klar über Roman Meduna aus der Slowakei. Dem damals gültigen eigenartigen Reglement entsprechend, schied er aber trotzdem aus und kam auf den 6. Platz. Bei den Olympischen Spielen in Athen war er noch einmal in sehr guter Form und kam zu Siegen über Alexei Tscheglakow, Igors Kostins aus Lettland und Ernesto Peña. Dann verlor er aber wieder klar gegen Karam Mohammad Gaber Ibragim, konnte sich aber mit einem Sieg über Masoud Hashemzadeh aus dem Iran (3:2-Punkte) noch eine olympische Bronzemedaille sichern.
In den folgenden Jahren konnte sich Mehmet Özal wegen seines Studiums nicht mehr so häufig an internationalen Meisterschaften beteiligen. Er wurde aber im Jahre 2007 in Hyderabad Militär-Weltmeister vor Georgios Konstantinidis, Griechenland, Mindaugas Ežerskis und Aslanbek Chuschtow aus Russland. 2008 qualifizierte er sich durch einen 3. Platz bei einem Turnier in Rom-Ostia hinter Kalojan Dintschew, Bulgarien und Lajos Virág, Ungarn, noch einmal für die Teilnahme an Olympischen Spielen, denen von Peking. In Peking siegte er aber nur gegen Oleg Kryoka aus der Ukraine und schied nach einer Niederlage gegen Mindaugas Ežerskis aus, womit er nur den 11. Platz belegte. Danach beendete er seine internationale Ringerlaufbahn.

## Internationale Erfolge
| Jahr | Platz  | Wettbewerb                                   | Gewichtsklasse | Ergebnisse |
| 1998 | 9.     | Großer Preis von Italien in Faenza           | Halbschwer     | Sieger: Reynaldo Peña, Huba vor Josip Pavisic, Kroatien |
| 1998 | 3.     | Universitäten-WM in Ankara                   | Halbschwer     | hinter Gennadi Tschaidse, Georgien und Marek Sitnik, Polen |
| 2000 | 3.     | EM in Moskau                                 | Halbschwer     | hinter Sjarhej Lischtwan, Weißrussland und Georgi Koguaschwili, Russland                                                                                         |
| 2000 | 1.     | Militär-WM in Camp Lejeune/USA               | Halbschwer     | vor Roman Meduna, Slowakei und Daniel Hicks, USA |
| 2000 | 3.     | Universitäten-WM in Tokio                    | Halbschwer     | hinter Marek Svec, Tschechien und Marek Sitnik, vor Han Tae-young, Südkorea                                                                                      |
| 2001 | 5.     | EM in Istanbul                               | Halbschwer     | hinter Alexander Besrutschkin, Russland, Ali Mollow, Bulgarien, Petre Sudureac, Rumänien und Roman Meduna                                                        |
| 2001 | 4.     | Welt-Cup in Levallois                        | Halbschwer     | hinter Karam Mohammed Gaber Ibragim, Ägypten, Sergei Artjuchin, Russland und Cedric Theval, Frankreich                                                           |
| 2001 | 3.     | WM in Patras                                 | Halbschwer     | nach Siegen über Sjarhej Lischtwan, Park Woo, Südkorea und Marek Sitnik, einer Niederlage gegen Ernesto Peña, Kuba und einem Sieg über Petru Sudureac            |
| 2002 | 14.    | EM in Sainäjoki/Finnland                     | Halbschwer     | nach einem Sieg über Gennadi Tschaidse und einer Niederlage gegen Marek Sitnik                                                                                   |
| 2002 | 1.     | WM in Moskau                                 | Halbschwer     | nach Siegen über Ramas Nosadse, Georgien, Georgios Koutsioubas, Griechenland, Alexei Tscheglakow, Usbekistan, Ernesto Pen und Karam Ibrahim                      |
| 2003 | 3.     | Nikolai-Petrow-Memorial in Sofia             | Halbschwer     | hinter Ara Abrahamian, Schweden und Karam Ibrahim, vor Sjarhej Lischtwan und Mirko Englich, Deutschland                                                          |
| 2003 | 9.     | EM in Belgrad                                | Halbschwer     | nach einer Niederlage gegen Mindaugas Ežerskis, Litauen und einem Sieg über Dawid Saldadse, Ukraine                                                              |
| 2003 | 14.    | WM in Créteil                                | Halbschwer     | nach Siegen über Henri Papiaschwili, Israel und Arman Geghamjan, Armenien und einer Niederlage gegen Karam Mohammed Gaber Ibragim                                |
| 2004 | 3.     | Olympia-Qualif.-Turnier in Novi Sad          | Halbschwer     | hinter Ernesto Peña und Mindaugas Ežerskis |
| 2004 | 6.     | EM in Haparanda                              | Halbschwer     | nach einer Niederlage gegen Marek Svec und einem Sieg über Roman Meduna                                                                                          |
| 2004 | Bronze | OS in Athen                                  | Halbschwer     | nach Siegen über Alexei Tscheglakow, Igors Kostins, Lettland und Ernesto Peña, einer Niederlage gegen Karam Ibrahim und einem Sieg über Masoud Hashemzadeh, Iran |
| 2005 | 3.     | Mittelmeer-Spiele in Almería                 | Halbschwer     | hinter Karam Ibrahim und Georgios Koutsioubas |
| 2007 | 3.     | Nikola-Petrow-Memorial in Sofia              | Halbschwer     | hinter Kalojan Dintschew, Bulgarien und Wassili Teplouchow, Russland                                                                                             |
| 2007 | 1.     | Militär-WM in Hyderabad                      | Halbschwer     | vor Georgios Konstantinidis, Griechenland, Mindaugas Ežerskis und Aslanbek Chuschtow, Russland                                                                   |
| 2008 | 3.     | Vehbi-Emre-Memorial in Istanbul              | Halbschwer     | hinter Ahmet Tacyildiz, Türkei und Smata Marnaniow, Weißrussland                                                                                                 |
| 2008 | 3.     | Olympia-Qualif.-Turnier in Rom-Ostia         | Halbschwer     | hinter Kaoljan Dintschew und Lajos Virag, Ungarn |
| 2008 | 3.     | Großer Preis von Ungarn in Szombathely       | Halbschwer     | hinter Jimmy Lidberg, Schweden und Karam Mohammed Gaber Ibragim                                                                                                  |
| 2008 | 3.     | Dan Kolow & Nikolai Petrow-Memorial in Sofia | Halbschwer     | hinter Kalojan Dintschew und Wladislaw Metodiew, beide Bulgarien, vor Rustam Totrow, Russland und Elis Guri, Albanien                                            |
| 2008 | 11.    | OS in Peking                                 | Halbschwer     | nach einem Sieg über Oleg Kryoka, Ukraine und einer Niederlage gegen Mindaugas Ežerskis                                                                          |

## Erläuterungen
- alle Wettkämpfe im griechisch-römischen Stil
- OS = Olympische Spiele, WM = Weltmeisterschaft, EM = Europameisterschaft
- Halbschwergewicht, Gewichtsklasse bis 2001 bis 97 kg, seit 2002 bis 96 kg Körpergewicht